# セレスティアルストーム
セレスティアルストーム (Celestial Storm) はイギリスやアイルランドで走った競走馬で、種牡馬として日本で供用された馬である。1987年にカルティエ賞最優秀古馬を受賞している。

## 経歴

### 競走馬時代
3歳時の1986年に競走馬デビューし、セントレジャーステークス (G1) で2着、チャンピオンステークス (G1) でも2着に入るなど善戦を続けていた。
4歳時の1987年にはプリンセスオブウェールズステークス (G2) をレコードタイムで快勝し重賞初勝利を挙げた。しかしキングジョージ6世&クイーンエリザベスダイヤモンドステークス (G1) ではまたも2着で、この年限りで競走馬を引退した。

### 種牡馬時代
1988年より種牡馬入りし、その後日本に輸入された。日本で成功したブライアンズタイムと同じロベルトとリボー系の牝馬による配合馬であったが、産駒で目立つのはナナヨーストームとナナヨーウイング姉妹程度で、2000年に種牡馬を引退して動向は不明となっている。後継種牡馬は残せなかったが、母の父としては2008年にナナヨーウイングの仔であるナナヨーヒマワリがマーチステークスを制している。

## 主な産駒
- ナナヨーストーム（1993年生、1996年忘れな草賞、サンケイスポーツ賞4歳牝馬特別2着）
- ナナヨーウイング（1994年生、1997年優駿牝馬2着）
- イシノトップラン（1996年生、1998年かもしか賞）
- ウツミダンスダンス（1997年生、1999年南部駒賞、2000年ゴールデンティアラ賞）

ブルードメアサイアーとしてのおもな産駒にはナナヨーヒマワリ（母ナナヨーウイング）がいる。

## 血統表
| セレスティアルストームの血統 | セレスティアルストームの血統                                                                          | セレスティアルストームの血統                                                                          | （血統表の出典）                                                                                      | （血統表の出典） |
| 父系                         | ロベルト系                                                                                            | ロベルト系                                                                                            | ロベルト系                                                                                            | [ § 2 ]          |
| 父 Roberto 1969 鹿毛         | 父の父Hail to Reason 1958 黒鹿毛                                                                      | Turn-to                                                                                               | Royal Charger                                                                                         | Royal Charger    |
| 父 Roberto 1969 鹿毛         | 父の父Hail to Reason 1958 黒鹿毛                                                                      | Turn-to                                                                                               | Source Sucree                                                                                         |                  |
| 父 Roberto 1969 鹿毛         | 父の父Hail to Reason 1958 黒鹿毛                                                                      | Nothirdchance                                                                                         | Blue Swords                                                                                           | Blue Swords      |
| 父 Roberto 1969 鹿毛         | 父の父Hail to Reason 1958 黒鹿毛                                                                      | Nothirdchance                                                                                         | Galla Colors                                                                                          |                  |
| 父 Roberto 1969 鹿毛         | 父の母Bramalea 1959 黒鹿毛                                                                            | Nashua                                                                                                | Nasrullah                                                                                             | Nasrullah        |
| 父 Roberto 1969 鹿毛         | 父の母Bramalea 1959 黒鹿毛                                                                            | Nashua                                                                                                | Segula                                                                                                |                  |
| 父 Roberto 1969 鹿毛         | 父の母Bramalea 1959 黒鹿毛                                                                            | Rarelea                                                                                               | Bull Lea                                                                                              | Bull Lea         |
| 父 Roberto 1969 鹿毛         | 父の母Bramalea 1959 黒鹿毛                                                                            | Rarelea                                                                                               | Bleebok                                                                                               |                  |
| 母 Tobira Celeste 1971 鹿毛  | 母の父Ribot 1952 鹿毛                                                                                 | Tenerani                                                                                              | Bellini                                                                                               | Bellini          |
| 母 Tobira Celeste 1971 鹿毛  | 母の父Ribot 1952 鹿毛                                                                                 | Tenerani                                                                                              | Tofanella                                                                                             |                  |
| 母 Tobira Celeste 1971 鹿毛  | 母の父Ribot 1952 鹿毛                                                                                 | Romanella                                                                                             | El Greco                                                                                              | El Greco         |
| 母 Tobira Celeste 1971 鹿毛  | 母の父Ribot 1952 鹿毛                                                                                 | Romanella                                                                                             | Barbara Burrini                                                                                       |                  |
| 母 Tobira Celeste 1971 鹿毛  | 母の母Heavenly Body 1957 鹿毛                                                                         | Dark Star                                                                                             | Royal Gem                                                                                             | Royal Gem        |
| 母 Tobira Celeste 1971 鹿毛  | 母の母Heavenly Body 1957 鹿毛                                                                         | Dark Star                                                                                             | Isolde                                                                                                |                  |
| 母 Tobira Celeste 1971 鹿毛  | 母の母Heavenly Body 1957 鹿毛                                                                         | Dangerous Dame                                                                                        | Nasrullah                                                                                             | Nasrullah        |
| 母 Tobira Celeste 1971 鹿毛  | 母の母Heavenly Body 1957 鹿毛                                                                         | Dangerous Dame                                                                                        | Lady Kells F-No.21-a                                                                                  |                  |
| 母系(F-No.)                  | 21号族(FN:21-a)                                                                                       | 21号族(FN:21-a)                                                                                       | 21号族(FN:21-a)                                                                                       | [ § 3 ]          |
| 5代内の近親交配              | Nasrullah 4×4=12.50%、Sir Gallahad・Bull Dog 5×5×5=9.38%、Nearco 5×5×5=9.38%、Blue Larkspur 5×5=6.25% | Nasrullah 4×4=12.50%、Sir Gallahad・Bull Dog 5×5×5=9.38%、Nearco 5×5×5=9.38%、Blue Larkspur 5×5=6.25% | Nasrullah 4×4=12.50%、Sir Gallahad・Bull Dog 5×5×5=9.38%、Nearco 5×5×5=9.38%、Blue Larkspur 5×5=6.25% | [ § 4 ]          |
| 出典                         | 1. 2. 3. 4.                                                                                           | 1. 2. 3. 4.                                                                                           | 1. 2. 3. 4.                                                                                           | 1. 2. 3. 4.      |